# 이보가와정
이보가와정(揖保川町)은 효고현 이보군 남서부에 존재했던 정이다.
2005년 10월 1일에 다쓰노시, 이보가와정, 미쓰정, 신구정의 1시 3정이 합병해 새로운 다쓰노시가 되었기 때문에 소멸하였다.

## 역사
- 1951년 4월 1일 - 한다촌 간베촌 가와치촌이 합병해 성립하였다.
- 2003년 4월 1일 - 다쓰노시, 이보가와정, 미쓰정, 신구정, 다이시정 합병협의회가 설립하였다. (다이시정은 이탈하였다)
- 2005년 10월 1일 - 다쓰노시, 미쓰정, 신구정과 합병해 다쓰노시가 성립하였다. 동일 이보가와정은 폐지되었다.

## 교통

### 도로
- 국도 제2호선